# RARA (AV女優)
RARA（ララ）は、日本のAV女優。Bster所属。

## 略歴
2024年2月13日、アイデアポケットの専属女優としてAVデビュー。デビュー時のキャッチフレーズは「才色兼備のスーパーお嬢様」。
結婚まで貞操を守る言いつけを守ってきたが、親の言いつけを守りお見合い結婚して家庭に入る道筋は「自由度がなくてつまらない」と思ったことで、学生時代には芸能関係のスカウトを受けていた過去があるものの、それまで歩んだ道と全く逆の世界であるAVの世界を目指した。

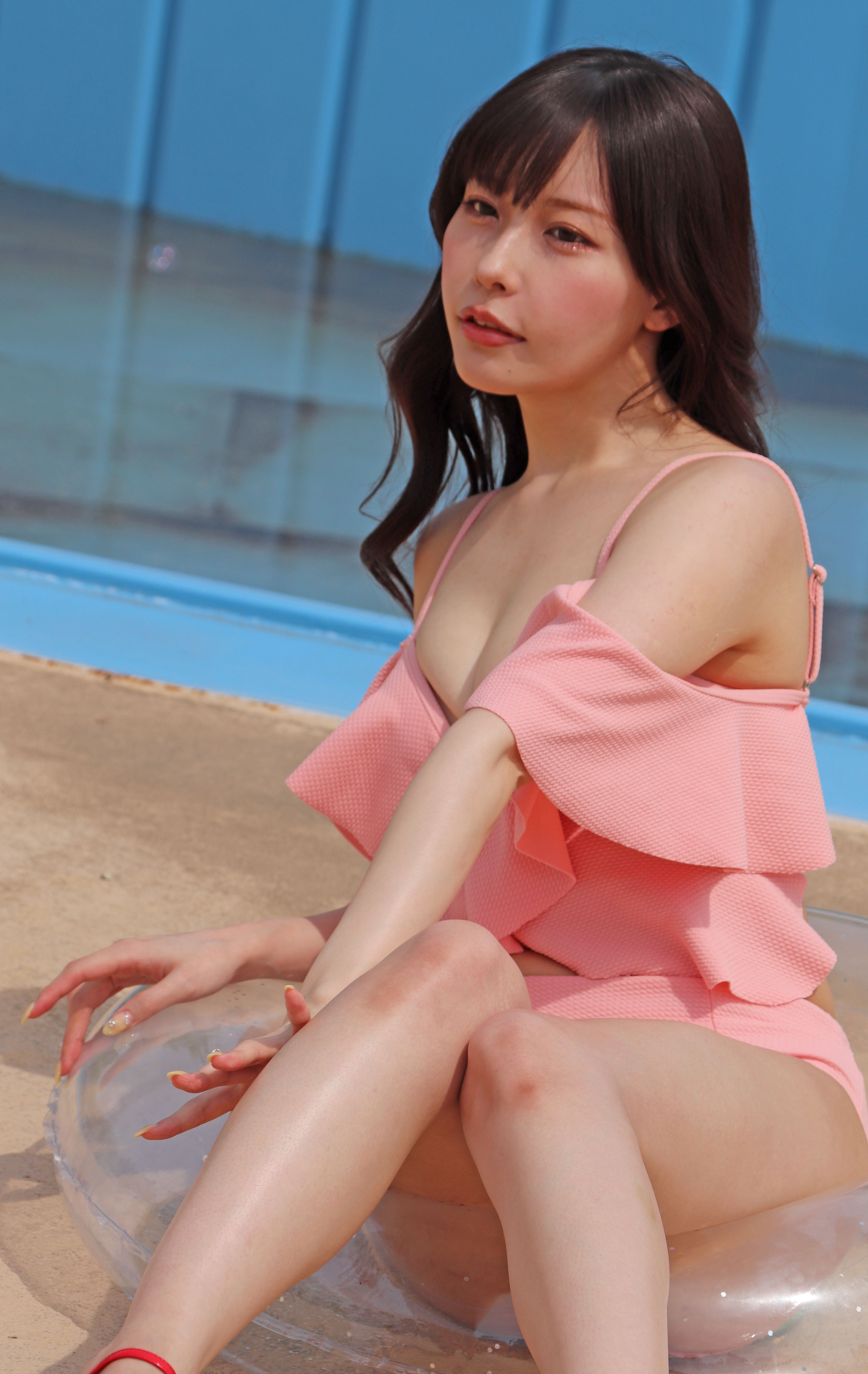
2024年4月撮影

歌手としても活動しており、同年4月6日、東京・三軒茶屋グレープフルーツムーン「月で逢いましょうvol.91ニューカマースペシャル」出演をきっかけに、同年4月24日、東京・池袋LiveinnROSAにて開催されたライブ「楽演祭vol.30」に出演。5月16日「月で逢いましょうvol.94原宿大作戦」、9月25日、東京・三軒茶屋グレープフルーツムーンではワンマンライブ「RARA Birthday LIVE 2024」を開催。10月10日開催の「楽演祭vol.33」にも出演した。
2025年2月28日には四谷LOTUSにてRARA 1st Anniversary LIVE『Into the Deep』を開催。客前では初めてベースギターを弾きながら歌唱を披露した。
同年5月には『TREND GIRLS撮影会2025』に参加し、清楚でシンプルな水着スタイルが報道された。
同年5月22日、初台The DOORSで行われた音楽ライブ『KNOCKINʼ ON HEAVENʼS DOORS＃1』に参加。

## 人物
- 趣味は歌、フルート、ピアノ、華道、茶道、ゴルフ[3]。

- 芸名は凝った女優が多い中、「同じアルファベットが二つ並んでいる方がインパクトがあるのでは」とアイデアポケット担当プロデューサーが名付けたもの[1]。

- 自称「ご奉仕系M」[12]。拘束プレイするのが夢で、デビュー作でこの夢をかなえた[12]。
- 好きな男性のタイプは京本政樹[3]。デビュー前から知っていたAV女優は希島あいり。桃乃木かなはラーメン二郎を食べている女優さんとして認識していた[3]。

## 出演作品

### アダルトDVD
| 発売日   | タイトル | 規格   | 品番     | メーカー    | 監督       | 備考   |
| 2024年   | 2024年 | 2024年 | 2024年   | 2024年      | 2024年     | 2024年 |
| -------- | --- | ------ | -------- | ----------- | ---------- | ------ |
| 2月13日  | FIRST IMPRESSION 167 美神                                                                                      | DVD    | IPZZ218  | idea pocket | イナバール |        |
| 2月13日  | FIRST IMPRESSION 167 美神                                                                                      | BD     | 9IPZZ218 | idea pocket | イナバール |        |
| 3月12日> | 口の中で感じる濃厚ベロキス×密着接吻SEX                                                                         | DVD    | IPZZ-219 | idea pocket |            |        |
| 4月9日   | 兄のセフレだった女教師に欲情誘惑されヤリまくったボク 8等身スレンダー美脚先生の誘惑授業                         | DVD    | IPZZ-262 | idea pocket |            |        |
| 5月14日  | 会員限定！予約1年待ち！美し過ぎる神美脚セラピストが金玉カラになるまでヌイてくれる超高級メンズエステ            | DVD    | IPZZ-309 | idea pocket |            |        |
| 6月11日  | 絶頂覚醒 もうセックスなしでは生きていけない… 絶頂イキ267回マ〇コ痙攣1914回鬼ピストン3204回快感潮測定不能       | DVD    | IPZZ-306 | idea pocket |            |        |
| 7月9日   | 出張先が記録的豪雨で童貞部下と突然相部屋に…雨で濡れた身体に興奮した部下に襲われ朝まで8発のびしょ濡れ絶倫性交   | DVD    | IPZZ-330 | idea pocket |            |        |
| 8月13日  | 死ぬほど気持ち悪い上司のデカチンに何度もイカされる屈辱レ×プ 変態上司にザーメンマーキングされたRARA             | DVD    | IPZZ-354 | idea pocket |            |        |
| 9月10日  | キ○タマに溜まった濃厚ザーメンを一滴残らず吸い絞る精子吸引バキュームフェラチオ                                  | DVD    | IPZZ-377 | idea pocket |            |        |
| 10月8日  | 可愛いくてエロい後輩OLをホテルへお持ち帰りしたら…度を越えた≪絶倫女≫で返り討ちにあった。 怒涛の10発性交！！     | DVD    | IPZZ-397 | idea pocket |            |        |
| 11月12日 | 婚前同窓会NTR ボクの愛する婚約者が性格最悪セックス最高なクズ元カレの絶倫ピストンに朝までイカされ続けた浮気映像 | DVD    | IPZZ-416 | idea pocket |            |        |
| 12月10日 | 犯●れ廻された新任女教師 “異常生徒達の肉便器レ×プ”                                                              | DVD    | IPZZ-436 | idea pocket | 前田文豪   |        |
| 2025年   | |        |          |             |            |        |
| 1月14日  | パンストマニアの標的になった美脚女教師                                                                         | DVD    | IPZZ-457 | idea pocket | イナバール |        |
| 2月11日  | 癒しの南国リゾートエステで朝から晩まで金玉リフレッシュ！                                                       | DVD    | IPZZ-485 | idea pocket | 豆沢豆太郎 |        |
| 8月12日  | 美しさとエロさを兼ね備えた高嶺の花 RARAの全て 全13タイトル全本番ベスト 16時間                                  | DVD    |          | idea pocket |            |        |

### アダルトVR
※メーカーはIP-VRのみ
- 【VR】8K高画質 汗・涎・潮・マン汁 RARAエロ体液溢れるウエット性交VR 超貴重・SSR超単体女優のエロ汁 男だったら味わいたいでしょ！？（2024年9月20日、アイデアポケット）

### イメージビデオ
- etoile RARA（2024年9月6日、ファインピクチャーズ）

## 出演

### ラジオ
- 白石茉莉奈のtalking free（2024年12月8日、渋谷クロスFM）

### ウェブテレビ
- 鶴瓶&ナイナイのちょっとあぶないお正月2025（2025年1月1日、ABEMA）- ゴルフ美女役[13]